# روپیه حیدرآباد
روپیه حیدرآباد (به انگلیسی: Hyderabadi rupee) یکای پول رایج در دولت راجه‌ای حیدرآباد هند بود. انتشار این پول در سال ۱۹۵۱ پایان یافته و در سال ۱۹۵۹ اعتبار آن لغو شده و به‌طور کامل با روپیه هند جایگزین شد.